# Magnanimidade

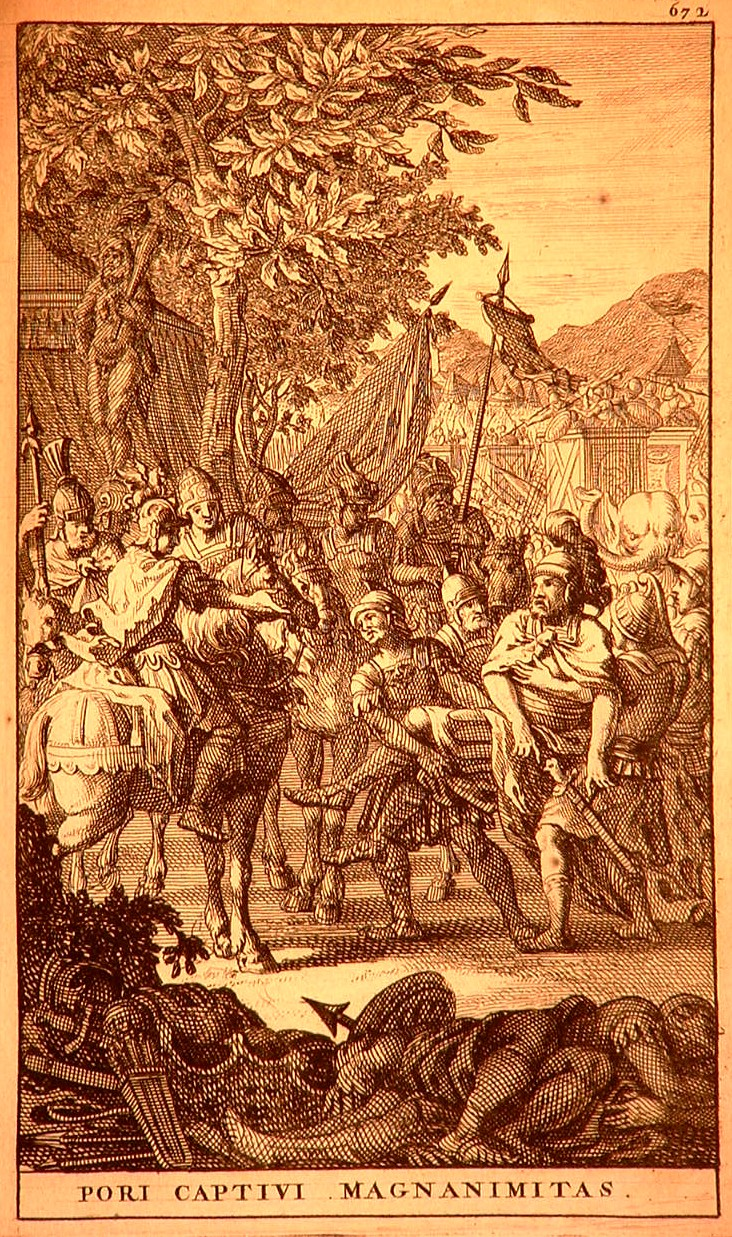
A magnanimidade de Alexandre para com o cativo Poro.

Magnanimidade (do latim magnanimitās, de magna "grande" + animus "alma, espírito") é a virtude de ser grande de mente e coração. Engloba, geralmente, a recusa à mesquinharia, a disposição de enfrentar o perigo e ações com propósitos nobres. Sua antítese é a pusilanimidade (latim: pusillanimitās). Embora a palavra "magnanimidade" venha da filosofia aristotélica, seu significado em português hoje é mais amplo, o que às vezes gera certa confusão.

## Aristóteles
A palavra latina magnanimitās é um calque da palavra grega μεγαλοψυχία (megalopsiquia), que significa "grandeza de alma". Aristóteles associa a megalopsiquia mais a um sentimento de orgulho e autoestima do que ao moderno senso de magnanimidade. Ele escreve: "Agora, considera-se que uma pessoa tem grande alma se reivindica muito e merece muito" (δοκεῖ δὴ μεγαλόψυχος εἶναι ὁ μεγάλων αὑτὸν ἀξιῶν ἄξιος ὤν). Aristóteles continua:

Aquele que reivindica menos do que merece é mesquinho... Pois o homem de grande alma tem justificativa para desprezar outras pessoas — suas estimativas estão corretas; mas a maioria dos homens orgulhosos não tem bons motivos para seu orgulho... Também é característico do homem de grande alma nunca pedir ajuda aos outros, ou apenas com relutância, mas prestar ajuda de bom grado; e ser arrogante com homens de posição e fortuna, mas cortês com aqueles de posição moderada... Ele deve ser aberto tanto no amor quanto no ódio, pois a ocultação mostra timidez; e se importar mais com a verdade do que com o que as pessoas vão pensar; e falar e agir abertamente, pois, ao desprezar outros homens, ele é franco e direto, exceto quando fala com autodepreciação irônica, como faz com pessoas comuns... Ele não guarda rancor, pois não é sinal de grandeza de alma relembrar coisas contra as pessoas, especialmente as injustiças que elas lhe fizeram, mas sim ignorá-las... Sendo então o homem de grande alma, o caráter correspondente do lado da deficiência é o homem de pequena alma, e do lado do excesso, o homem vaidoso.
WD Ross traduz a declaração de Aristóteles ἔοικε μὲν οὖν ἡ μεγαλοψυχία οἷον κόσμος τις εἶναι τῶν ἀρετῶν· μείζους γὰρ αὐτὰς ποιεῖ, καὶ οὐ γίνεται ἄνευ ἐκείνων como o seguinte: "O orgulho [megalopsychia], então, parece ser uma espécie de coroa das virtudes; pois as torna maiores, e não é encontrado sem elas."

## Outros usos
Noah Webster definiu a magnanimidade desta forma:

Grandeza de espírito; aquela elevação ou dignidade da alma que enfrenta perigos e problemas com tranquilidade e firmeza, que eleva o possuidor acima da vingança e o faz se deliciar em atos de benevolência, que o faz desprezar a injustiça e a mesquinharia e o incita a sacrificar o conforto, o interesse e a segurança pessoais para a realização de objetivos úteis e nobres.
Tomás de Aquino adotou o conceito de Aristóteles, acrescentando as virtudes cristãs da humildade e da caridade.
Edmund Spenser, em A Rainha das Fadas, fez com que cada cavaleiro representasse alegoricamente uma virtude. O Príncipe Arthur representava a magnificência, que geralmente é entendida como a magnificência aristotélica. A obra incompleta não inclui o livro do Príncipe Arthur, e o significado não é claro.
Demócrito afirma que "É magnanimidade suportar a inconveniência com calma".
Thomas Hobbes define magnanimidade como "desprezo por pequenas ajudas e obstáculos" para os próprios fins. Para Hobbes, o desprezo representa uma imobilidade do coração, que é movido por outras coisas e desejos.
Como adjetivo, o conceito é expresso como "magnânimo", por exemplo, "Ele é um homem magnânimo". Um exemplo de como alguém se refere a si mesmo como magnânimo pode ser visto no Hrólfs saga kraka, onde o rei Hrólfr Kraki muda o nome de um servo da corte de Hott para Hjalti em homenagem à sua recém-descoberta força e coragem, após o que Hjalti se recusa a insultar ou matar aqueles que anteriormente o ridicularizaram. Por causa de suas nobres ações, o rei então concede o título de Magnânimo a Hjalti.
Uma forma de magnanimidade é a generosidade do vencedor para com o derrotado. Por exemplo, a magnanimidade foi codificada entre as sociedades pelas Convenções de Genebra. 
Esforços de socorro magnânimos podem servir para compensar os danos colaterais da guerra.
C. S. Lewis, em seu livro A Abolição do Homem, refere-se ao peito do homem como a sede da magnanimidade, ou sentimento, com essa magnanimidade funcionando como o elo entre o homem visceral e o homem cerebral. Lewis afirma que, em sua época, a negação das emoções encontradas no eterno e no sublime — aquilo que é humilhante como uma realidade objetiva — levou a "homens sem peito".